# Vigil Games
Vigil Games était un studio de développement américain de jeux vidéo fondé en 2005 et situé à Austin au Texas. Le dessinateur de comics américain Joe Madureira a été l'un des fondateurs du studio.

## Historique
En 2006, le studio est acquis par THQ. L'éditeur se déclare en faillite en décembre 2012.
En janvier 2013, bien qu'une grande partie des actifs de THQ soient vendus lors d'une vente aux enchères dans le cadre d'audiences de faillite, Vigil Games ne reçoit aucune offre de reprise. Dans une lettre écrite par le PDG de THQ, Brian Farrell, il a été déclaré que Vigil continuerait à faire partie du chapitre 11 de la loi sur les faillites, et que THQ chercherait encore à trouver un acquéreur approprié pour les propriétés qui ne se sont pas vendues à l'enchère. Quant à la licence Darksiders, elle fut vendue à un éditeur inconnu jusqu'alors : Nordic Games (renommé en 2016 THQ Nordic)
Le 28 janvier 2013, Crytek a lancé un nouveau studio appelé Crytek USA à Austin, composé de 35 anciens employés de Vigil Games. D'autres employés de chez Vigil sont partis travailler pour Retro Studios et Battlecry Studios. La majorité des employés de Vigil Games ont rejoint Gunfire Games, créé en 2014 par l'ancien cofondateur du studio, David L. Adams, tandis que d'autres ont rejoint Airship Syndicate, le studio fondé en 2015 par Joe Madureira.

## Jeux développés
| Titre         | Date de Sortie | Plates-formes                           |
| ------------- | -------------- | --------------------------------------- |
| Darksiders    | 2010           | PlayStation 3, Xbox 360, Windows        |
| Darksiders II | 2012           | PlayStation 3, Xbox 360, Windows, Wii U |